# Brun hårögonharkrank
Brun hårögonharkrank (Pedicia littoralis) är en tvåvingeart som först beskrevs av Johann Wilhelm Meigen 1804.  Brun hårögonharkrank ingår i släktet Pedicia och familjen hårögonharkrankar. Enligt den svenska rödlistan är arten sårbar i Sverige. Arten förekommer i Götaland. Artens livsmiljö är våtmarker, sjöar och vattendrag, skogslandskap. Inga underarter finns listade i Catalogue of Life.